# Marie Tångeberg
Marie Tångeberg (født 8. oktober 1924 i Marie Kog) er en nordfrisisk pædagog og forfatter. 
Tångeberg har i mange år været aktiv for bevarelsen af nordfrisisk sprog og kultur. Som skoleleder på den danske skole i Risum indførte hun i 1961 nordfrisisk som obligatorisk undervisningssprog ved siden af dansk og tysk. Som formand for Friisk Foriining hjalp hun i 1990 med at forankre paragraffen om den frisiske folkekdels beskyttelse i den nye slesvig-holstenske forfatning. Ved siden af hendes kulturpolitiske engagement udgav hun en række bøger på nordfrisisk. Blandt bøgerne kan også nævnes biologiske værker som Föögle önj Nordfraschlönj (Fugle i Nordfrisland). I 2000 publicerede hun den populære læsebog Lees an liir frasch önj hüüse an schölj (Læs lidt frisisk hjemme og på skolen). 
Hun virkede også som oversætter. I 1993 oversatte hun Astrid Lindgrens Emil fra Lønneberg til nordfrisisk (Eemil foon Lönebärj). I 2000 fulgte Runer Jonssons Vicke Viking (Wiike Wiiking). I 1995 fik hun tildelt Nordfrislands Hans-Momsen-pris, som er opkaldt efter den dansk-nordfrisiske matematiker Hans Momsen. Fire år senere tildelte forbundspræsident Johannes Rau hende det tyske fortjenestekors.

## Eksterne links
- Film om Marie Tångeberg (på nordfrisisk)